# Mega Man X2
Mega Man X2, conhecido como Rockman X2 (ロックマンX2, Rokkuman Ekkusu 2) no Japão, é o segundo jogo da série Mega Man X criada pela companhia japonesa de jogos eletrônicos Capcom.

## História
Seis meses depois da derrota de Sigma, X assume a liderança dos Maverick Hunters. Mesmo com a morte de Sigma, a Rebelião Maverick continua. X e os outros Maverick Hunters (incluindo um companheiro verde com identidade desconhecida que morre ao início do jogo) cercaram os Mavericks restantes em uma fábrica de Reploids abandonada, e os derrotaram. Mas a guerra não acabou. Três mavericks (Violen, Serges e Agile), formaram um grupo conhecido como "X-Hunters" (Counter Hunters na versão japonesa) e juntaram todas as partes de Zero para reconstruí-lo novamente como um maverick. É interessante observar que na versão japonesa, os Counter Hunters haveriam construído novas partes para o Zero, e não encontrado as antigas. O que faz muito mais sentido já que seu corpo anterior fora destruído e seu novo era consideravelmente diferente. Porém, leva a muitas especulações considerando o fato que até os reploids do tempo de Megaman Zero não entendiam o mecanismo de Zero, e foi reconstruído como se por seu próprio criador.

### Chefes, armas ganhas e fraquezas
| Chefes (Nome USA- Americano)               | Chefes (Nome JPN-Japonês)                                       | Fase                          | Dados da Missão | Armas          | Fraquezas      |
| ------------------------------------------ | --------------------------------------------------------------- | ----------------------------- | --- | -------------- | -------------- |
| Wire Sponge (Esponja Arame)                | Wire Hetimarl (ワイヤー・ヘチマール Waiyā Hechimāru)            | Centro de Controle Climático  | Ele tem impressionantes habilidades de combate e foi colocado no comando da Estação de Controle do Clima, onde encontrou prazer em passar o tempo brincando com o sistema climático, fazendo joguinhos e testes com quem entrasse.                                                                                         | Strike Chain   | Sonic Slicer   |
| Morph Moth (Mariposa Metamorfose)          | Metamor Mothmeanos (メタモル・モスミーノス Metamoru Mosumīnosu) | Ferro Velho de Reploids       | Sob as ordens de seus superiores foi enviado a um ferro velho para ressuscitar soldados Mavericks, aproveitou a missão para fazer experiências com corpos de Reploids e com o próprio corpo dele, querendo criar um corpo perfeito.                                                                                        | Silk Shot      | Speed Burner   |
| Flame Stag (Veado de Fogo)                 | Flame Stagger (フレイム・スタッガー Fureimu Sutaggā)            | Zona Vulcânica                | De personalidade briguenta e estressada, se considera um grande lutador e planeja fazer um vulcão entrar em erupção e com suas cinzas iniciar uma nova Era do Gelo, quer vingar a morte de Boomer Kuwanger. | Speed Burner   | Bubble Splash  |
| Magna Centipede (Centopéia Magnética)      | Magne Hyakulegger (マグネ・ヒャクレッガー Magune Hyakureggā)    | Computador Central            | Maverick Hunter que sofreu lavagem cerebral, mudando totalmente de personalidade, planeja espalhar um misterioso vírus de computador pelo planeta. | Magnet Mine    | Silk Shot      |
| Overdrive Ostrich (Avestruz Ultrapassagem) | Sonic Ostreague (ソニック・オストリーグ Sonikku Osutorīgu)      | Base do Deserto               | Possui a missão de lançar o último míssil da base do deserto, ex-subordinado de Storm Eagle, se uniu a Sigma pois este apreciava sua grande velocidade e o ajudou a se recuperar de um acidente aéreo que retirou a sua capacidade de voar, sendo que Ostrich se orgulhava dessa habilidade.                               | Sonic Slicer   | Crystal Hunter |
| Bubble Crab (Caranguejo Bolha)             | Bubbly Crablos (バブリー・クラブロス Baburī Kuraburosu)         | Base das Profundezas Marinhas | Única motivação de Bubble Crab na vida era acumular uma grande riqueza, juntando-se a rebelião de Sigma vendo-a como sua grande chance. Ele foi encarregado de transporte, com a tarefa de defender em alto-mar a base de submarinos dos Mavericks.                                                                        | Bubble Splash  | Spin Wheel     |
| Wheel Gator (Jacaré Roda)                  | Wheel Alligates (ホイール・アリゲイツ Hoīru Arigeitsu)          | Tanque Dinossauro             | De natureza feroz, Gator atacou um companheiro Hunter durante uma missão e, posteriormente, foi caçado como um traidor. Para satisfazer seus impulsos destrutivos, ele se juntou ao exército Maverick de Sigma e foi dado o controle de um tanque-dinossauro enorme, que ele tentara usar para arrasar uma cidade inteira. | Spin Wheel     | Strike Chain   |
| Crystal Snail (Caracol Cristal)            | Cristar Mymine (クリスター・マイマイン Kurisutā Maimain)        | Mina de Cristais de Energia   | Tomou controle de uma Mina de Cristais de Energia, se considera um mágico com suas habilidades. | Crystal Hunter | Magnet Mine    |

#### Funções das armas ganhas
Strike Chain
Tiro Normal - Lança uma corrente que causa dano em inimigos. Pode também grudar em paredes e levar Mega Man X até ela, fazendo-o chegar a lugares antes inacessíveis.
Tiro Carregado - Arremessa uma corrente maior e mais forte, que causa mais dano que a primeira, e tem um alcance maior.
Silk Shot
Tiro Normal - Atira um fragmento (que muda de acordo com o local onde X está) e o atira. Ao colidir com o chão/parede, se divide em mais 4 fragmentos, lançados nas 4 diagonais.
Tiro Carregado - Concentra vários fragmentos na ponta do canhão, formando uma enorme rocha. Ao colidir, se divide em vários pedaços.
Speed Burner
Tiro Normal - Lança uma rajada de fogo que avança rapidamente contra os inimigos, causando um dano alto.
Tiro Carregado - Envolve Mega Man X em chamas e, então, este se desloca em alta velocidade, causando dano nos monstros em que tocar. Também pode ser usado após o "air-dash", funcionando como um segundo dash (ajuda a se locomover numa distância maior no ar, muito útil para alcançar lugares altos e/ou distantes).
Magnet Mine
Tiro Normal - Atira uma mina que se fixa no chão/parede e explode depois de um certo tempo ou ao ser tocada por um inimigo. Pode ser controlada com as direcionais para "cima" e "baixo".
Tiro Carregado - Lança uma onda magnética que avança lentamente, causando dano contínuo em quem tocar. À medida que atinge inimigos, cresce cada vez mais. Ela vai caminhando pela tela até sair do campo de visão do jogador que, por sua vez, pode ir andando junto com a onda para que a mesma não desapareça.
Sonic Slicer
Tiro Normal - Dispara duas ondas sonoras que vão sendo refletidas de parede em parede, até que desapareçam ou atinjam um inimigo.
Tiro Carregado - Lança para o alto uma onda de som que, por sua vez, se divide horizontalmente e desce causando um dano alto.
Bubble Splash
Tiro Normal - Lança várias bolhas que vão subindo e estouram rapidamente.
Tiro Carregado - Envolve o personagem com bolhas que o protegem, causando dano alto nos inimigos que as toquem. Esta habilidade vai drenando lentamente a energia da arma até que o jogador desative o "escudo".
Spin Wheel
Tiro Normal - Cria uma serra giratória que avança pelo chão causando dano contínuo em quem tocar. Pode também quebrar chãos/paredes fracos, liberando passagens secretas.
Tiro Carregado - Cria a mesma serra do tiro comum, mas antes que esta avance, ela se divide em 8 pequenos tiros.
Crystal Hunter
Tiro Normal - Dispara uma bola de plasma que cristaliza o inimigo em que tocar. Muito útil para alcançar lugares altos, pois é possível subir em cima do cristal.
Tiro Carregado - Distorce o ambiente, diminuindo a velocidade dos inimigos e do personagem.
Observação: Os tiros disparados das armas obtidas dos chefes só podem ser carregados após adquirir o upgrade da arma X-Buster, obtido através de uma das partes da Giga Armor.

### Giga Armor
Pernas: Com esta parte da armadura, X torna-se capaz de realizar um air-dash.
Armadura: Esta armadura não só reduz o dano pela metade, como X também obtêm o Giga Crush (similar ao Giga Crash de Mega Man X7 e de X8). O Giga Crush é um ataque que destrói todos os inimigos da tela (que pode ser carregada ao receber ataques de energia), com exceção é claro dos mavericks mais poderosos como chefes e subchefes.
Cabeça: Com esta parte, X recebe o Item Tracer, que o permite examinar a área e localizar coisas incomuns. Em jogo tal habilidade se mostra como uma mira, que ao encontrar o fim da tela retorna e aponta o lugar onde há algo diferente, caso contrário desaparece.
X-Buster: Com este melhoramento, X poderá carregar energia em seus dois braços, e consequentemente, atirar um tiro duplo. Isto é mostrado em jogo como um quarto nível de absorção de energia, liberando o primeiro tiro ao se soltar o botão, e o segundo ao apertá-lo novamente. X também obtém a habilidade de carregar todas as outras armas.
Shoryuken (Dragon Punch): Encontrado na terceira fase dos X-Hunters (Agile). Para obtê-lo, vá até a fase indicada e antes de descer uma escada, terá uma outra do lado de cima. Congele um morcego com o ataque Crystal Hunter, suba nele, desça pelas aberturas e numa passagem secreta na parede, lá dentro encontrará a cápsula do Shoryuken. A cápsula só estará lá se você estiver pego todas as partes da Giga Armor, todos os Heart Tanks, todos os Sub-Tanks e estiver com a energia cheia. A cápsula dá outro movimento usado na série de jogos Street Fighter, o Shoryuken, que pode destruir qualquer inimigo instantaneamente, até mesmo os chefes (ou os avariar seriamente). A cápsula só pode ser encontrada com a ajuda dos ataques Crystal Hunter, Speed Burner (Carregado com o X-Buster) e a parte das pernas da Giga Armor.

### Suplementos de saúde
Heart Tank: Aumenta a barra de energia de X. Há uma em cada estágio, totalizando oito. X originalmente começa o jogo com 16 barras de energia, e cada Heart Tank aumenta mais 2 barras, totalizando em 32 barras (equivalente à energia dos chefes).
Sub-Tanks: Permite X guardar energia extra, para ser usada quando necessitar. Só podem ser enchidos ao coletar cápsulas de energia já estando com energia cheia. Ficam cheios com 14 cápsulas de energia (cápsulas grandes contam como duas).